# (19034) Santorini
Pour les articles homonymes, voir Santorin (homonymie) et Santorini.
(19034) Santorini est un astéroïde de la ceinture principale découvert le 24 septembre 1960 par le trio d'astronomes néerlandais Cornelis Johannes van Houten, Ingrid van Houten-Groeneveld et Tom Gehrels. Sa désignation provisoire était 2554 P-L.
Il doit son nom au petit archipel d’îles grecques de la mer Égée, l'archipel de Santorin.